# Tangens und Kotangens

Schaubild der Tangensfunktion (Argument im Bogenmaß)

Schaubild der Kotangensfunktion (Argument im Bogenmaß)

Tangens und Kotangens sind trigonometrische Funktionen und spielen in der Mathematik und ihren Anwendungsgebieten eine herausragende Rolle. Der Tangens des Winkels {\displaystyle x} wird mit {\displaystyle \tan x} bezeichnet, der Kotangens des Winkels {\displaystyle x} mit {\displaystyle \cot x}. In älterer Literatur findet man auch die Schreibweisen {\displaystyle \operatorname {tg} x} für den Tangens und {\displaystyle \operatorname {ctg} x} für den Kotangens.

## Geschichte
Ersten Gebrauch der Tangensfunktion machte der persische Mathematiker Abu al-Wafa (940–998). Die Bezeichnung „Tangens“ wurde 1583 vom Mathematiker Thomas Finck eingeführt. Die Bezeichnung „Kotangens“ entwickelte sich aus complementi tangens, also Tangens des Komplementärwinkels.

## Definitionen

### Definition am rechtwinkligen Dreieck

Ein rechtwinkliges Dreieck, mit Bezeichnungen der drei Seiten bezogen auf einen variablen Winkel α am Punkt A und einen rechten Winkel am Punkt C

In einem rechtwinkligen Dreieck hängt das Verhältnis der Katheten nur vom Maß eines der beiden spitzen Winkel ab (S:W:S-Ähnlichkeitssatz). Auf dieser Eigenschaft basiert die Definition von Tangens und Kotangens im rechtwinkligen Dreieck: Dort ist der Tangens eines Winkels das Längenverhältnis von Gegenkathete (die dem Winkel gegenüberliegende) zur Ankathete (die dem Winkel anliegende Kathete):
{\displaystyle \tan \alpha ={\frac {\text{Gegenkathete}}{\text{Ankathete}}}}
Der Kotangens des Winkels ist das umgekehrte Verhältnis, also das Längenverhältnis von Ankathete zu Gegenkathete:
{\displaystyle \cot \alpha ={\frac {\text{Ankathete}}{\text{Gegenkathete}}}}
Mit den für Dreiecke üblichen Bezeichnungen der Seitenlängen (siehe Abbildung) lesen sich diese Gleichungen als
{\displaystyle \tan \alpha ={\frac {a}{b}}\quad } und {\displaystyle \quad \cot \alpha ={\frac {b}{a}}}
Aus der Definition am rechtwinkligen Dreieck folgt unmittelbar
{\displaystyle \cot \alpha ={\frac {1}{\tan \alpha }}\quad }und {\displaystyle \quad \tan \alpha ={\frac {1}{\cot \alpha }}}
sowie
{\displaystyle \tan \alpha =\cot \beta =\cot(90^{\circ }-\alpha )}
Wegen {\displaystyle \sin \alpha =a/c} und {\displaystyle \cos \alpha =b/c} (Definitionen von Sinus und Kosinus im rechtwinkligen Dreieck) lassen sich Tangens und Kotangens mithilfe von Sinus und Kosinus schreiben:
{\displaystyle \tan \alpha ={\frac {\sin \alpha }{\cos \alpha }}\quad }und {\displaystyle \quad \cot \alpha ={\frac {\cos \alpha }{\sin \alpha }}}.

### Definition am Einheitskreis

Tangens und Kotangens als Längen von Tangentenabschnitten:

Die Definition von Tangens und Kotangens am Einheitskreis basiert auf der Definition von Sinus und Kosinus am Einheitskreis. Mit den entsprechenden Definitionen für Sinus und Kosinus sind der Tangens und der Kotangens einfach definiert als die Verhältnisse
{\displaystyle \tan \alpha ={\frac {\sin \alpha }{\cos \alpha }}\quad }und{\displaystyle \quad \cot \alpha ={\frac {\cos \alpha }{\sin \alpha }}},
wobei der Nenner jeweils nicht null sein darf (siehe Division durch null).
Geometrisch lassen sich Tangens und Kotangens als Strecken am Einheitskreis deuten: Zieht man durch den Schnittpunkt des Einheitskreises mit der {\displaystyle x}-Achse (Punkt {\displaystyle D}) eine Tangente, so schneidet diese den zum Winkel {\displaystyle b} gehörigen Strahl {\displaystyle OP} in einem Punkt {\displaystyle T}. Der Tangens von {\displaystyle b} ist dann die Länge des Tangentenabschnitts {\displaystyle [DT]}. Entsprechend schneidet die Kreistangente, die durch den Schnittpunkt des Kreises mit der {\displaystyle y}-Achse verläuft (Punkt {\displaystyle E}), den Strahl in einem Punkt {\displaystyle K}, und der Kotangens von {\displaystyle b} ist die Länge des entsprechenden Tangentenabschnitts {\displaystyle [EK]}. Die Eigenschaft von Tangens und Kotangens als Längen von (Kreis-)Tangenten erklärt die Wahl des Namens Tangens.

### Analytische Definition
Sinus und Kosinus können auch auf einer axiomatischen Basis behandelt werden (siehe Sinus und Kosinus), weshalb für den Tangens und Kotangens das Gleiche gilt. Komplexe Argumente werden durch analytische Definition ermöglicht. Dabei gilt eine Surjektivität von Sinus und Kosinus als komplexwertige Funktion. Daraus resultierend sind Tangens und Kotangens als komplexwertige Funktion ebenso surjektiv.

#### Beziehung zu Taylorreihen
Tangens und Kotangens können als Quotienten von je zwei Taylorreihen dargestellt werden. Beruhend auf diesen Reihen lassen sich auch Arkustangens und Arkuskotangens als Quotienten von je zwei Taylorreihen darstellen (siehe Reihenentwicklung).

#### Beziehung zur Exponentialfunktion
Tangens und Kotangens sind als trigonometrische Funktionen eng mit der Exponentialfunktion verbunden, wie auch der Sinus, Kosinus, Sekans und Kosekans, wobei aus
{\displaystyle {\begin{aligned}\mathrm {e} ^{\mathrm {i} x}&=\sum _{k=0}^{\infty }{\frac {(\mathrm {i} x)^{k}}{k!}}=\sum _{l=0}^{\infty }{\frac {(\mathrm {i} x)^{2l}}{(2l)!}}+\sum _{l=0}^{\infty }{\frac {(\mathrm {i} x)^{2l+1}}{(2l+1)!}}\\&=\underbrace {\sum _{l=0}^{\infty }(-1)^{l}{\frac {x^{2l}}{(2l)!}}} _{\cos x}+\mathrm {i} \underbrace {\sum _{l=0}^{\infty }(-1)^{l}{\frac {x^{2l+1}}{(2l+1)!}}} _{\sin x}\\\mathrm {e} ^{\mathrm {i} x}&=\cos x+\mathrm {i} \sin x\\\rightarrow \sin x&={\frac {\mathrm {e} ^{\mathrm {i} x}-\mathrm {e} ^{-\mathrm {i} x}}{2\mathrm {i} }}\rightarrow \csc x={\frac {2\mathrm {i} }{\mathrm {e} ^{\mathrm {i} x}-\mathrm {e} ^{-\mathrm {i} x}}}\\\rightarrow \cos x&={\frac {\mathrm {e} ^{\mathrm {i} x}+\mathrm {e} ^{-\mathrm {i} x}}{2}}\rightarrow \sec x={\frac {2}{\mathrm {e} ^{\mathrm {i} x}+\mathrm {e} ^{-\mathrm {i} x}}}\\\end{aligned}}}
für den Tangens mit {\displaystyle \tan x={\tfrac {\sin x}{\cos x}}} und Kotangens mit {\displaystyle \cot x={\tfrac {\cos x}{\sin x}}}
{\displaystyle {\begin{aligned}\tan x&=-\mathrm {i} \ {\frac {\mathrm {e} ^{\mathrm {i} x}-\mathrm {e} ^{-\mathrm {i} x}}{\mathrm {e} ^{\mathrm {i} x}+\mathrm {e} ^{-\mathrm {i} x}}}\\\cot x&=+\mathrm {i} \ {\frac {\mathrm {e} ^{\mathrm {i} x}+\mathrm {e} ^{-\mathrm {i} x}}{\mathrm {e} ^{\mathrm {i} x}-\mathrm {e} ^{-\mathrm {i} x}}}\\\end{aligned}}}
resultiert.

### Formal – mit Definitions- und Wertebereich
Formal kann die Tangensfunktion mittels der Sinus- und Kosinusfunktionen durch
{\displaystyle \tan \colon D_{\tan }\to W} mit {\displaystyle \tan x:={\frac {\sin x}{\cos x}}}
definiert werden, wobei der Wertebereich {\displaystyle W} je nach Anwendung die reellen Zahlen {\displaystyle \mathbb {R} } oder die komplexen Zahlen {\displaystyle \mathbb {C} } sind. Um zu verhindern, dass der Nenner {\displaystyle \cos x} Null wird, werden beim Definitionsbereich {\displaystyle D_{\tan }} die Nullstellen der Cosinus-Funktion weggelassen:
{\displaystyle D_{\tan }=\mathbb {R} \setminus {\Big \{}k\pi +{\frac {\pi }{2}}\;{\Big |}\;k\in \mathbb {Z} {\Big \}}}
im Reellen bzw.
{\displaystyle D_{\tan }=\mathbb {C} \setminus {\Big \{}k\pi +{\frac {\pi }{2}}\;{\Big |}\;k\in \mathbb {Z} {\Big \}}}
im Komplexen.
Der Kotangens kann analog dazu durch
{\displaystyle \cot \colon D_{\cot }\to W} mit {\displaystyle \cot x:={\frac {\cos x}{\sin x}}}
definiert werden, wobei sich für dessen Definitionsbereich
{\displaystyle D_{\cot }=\mathbb {R} \setminus \{k\pi \mid k\in \mathbb {Z} \}}
im Reellen bzw.
{\displaystyle D_{\cot }=\mathbb {C} \setminus \{k\pi \mid k\in \mathbb {Z} \}}
im Komplexen ergibt, wenn gewährleistet werden soll, dass der Nenner {\displaystyle \sin x} ungleich Null ist.
Für den gemeinsamen Definitionsbereich von {\displaystyle \tan } und {\displaystyle \cot }
{\displaystyle \mathbb {C} \setminus {\Big \{}{\frac {k\pi }{2}}\;{\Big |}\;k\in \mathbb {Z} {\Big \}}}
gilt
{\displaystyle \cot x={\frac {1}{\tan x}}.}

## Eigenschaften

Entstehung der Tangensfunktion aus der Winkelbewegung im Einheitskreis

### Periodizität
Der Tangens und der Kotangens sind periodische Funktionen mit der Periode {\displaystyle \pi }, es gilt also {\displaystyle \tan(x+\pi )=\tan x}.

### Monotonie
Der Tangens ist in jedem Intervall zwischen zwei aufeinanderfolgenden Polstellen streng monoton steigend.

Der Kotangens ist in jedem Intervall zwischen zwei aufeinanderfolgenden Polstellen streng monoton fallend.

### Symmetrien
Tangens und Kotangens sind punktsymmetrisch zum Koordinatenursprung:
{\displaystyle \tan(-x)=-\tan x}
{\displaystyle \cot(-x)=-\cot x}

### Ableitungen
Bei der Ableitung von Tangens und Kotangens tauchen die ansonsten eher wenig gebräuchlichen trigonometrischen Funktionen Sekans und Kosekans auf. Beide Funktionen sind beliebig oft differenzierbar.
|                      | Tangens                                           | Kotangens                                                       |
| -------------------- | ------------------------------------------------- | --------------------------------------------------------------- |
| {\displaystyle f}    | {\displaystyle \tan x}                            | {\displaystyle \cot x}                                          |
| {\displaystyle f'}   | {\displaystyle \sec ^{2}x}                        | {\displaystyle -\csc ^{2}x}                                     |
| {\displaystyle f''}  | {\displaystyle 2\sec ^{2}x\tan x}                 | {\displaystyle 2\csc ^{2}x\cot x}                               |
| {\displaystyle f'''} | {\displaystyle 4\sec ^{2}x\tan ^{2}x+2\sec ^{4}x} | {\displaystyle -2\csc ^{2}x\left(\csc ^{2}x+2\cot ^{2}x\right)} |

Die {\displaystyle n}-ten Ableitungen lassen sich mit der Polygammafunktion ausdrücken:
{\displaystyle {\frac {\mathrm {d} ^{n}}{\mathrm {d} x^{n}}}\tan x={\frac {\psi _{n}({\tfrac {1}{2}}+{\tfrac {x}{\pi }})-(-1)^{n}\,\psi _{n}({\tfrac {1}{2}}-{\tfrac {x}{\pi }})}{\pi ^{n+1}}}}
{\displaystyle {\frac {\mathrm {d} ^{n}}{\mathrm {d} x^{n}}}\cot x={\frac {(-1)^{n}\,\psi _{n}(1-{\tfrac {x}{\pi }})-\psi _{n}({\tfrac {x}{\pi }})}{\pi ^{n+1}}}}

### Stammfunktionen
Tangens
{\displaystyle \int \tan x\,\mathrm {d} x=-\ln |{\cos x}|+C}    mit   {\displaystyle x\neq (2k+1){\frac {\pi }{2}}}   {\displaystyle (k\in \mathbb {Z} )}
Kotangens
{\displaystyle \int \cot x\,\mathrm {d} x=\ln |{\sin x}|+C}    mit   {\displaystyle x\neq k\pi }   {\displaystyle (k\in \mathbb {Z} )}

### Nullstellen
| Tangens:   | {\displaystyle x=n\cdot \pi \,;\quad n\in \mathbb {Z} }                             |
| Kotangens: | {\displaystyle x=\left({\frac {1}{2}}+n\right)\cdot \pi \,;\quad n\in \mathbb {Z} } |

### Polstellen
| Tangens:   | {\displaystyle x=\left({\frac {1}{2}}+n\right)\cdot \pi \,;\quad n\in \mathbb {Z} } |
| Kotangens: | {\displaystyle x=n\cdot \pi \,;\quad n\in \mathbb {Z} }                             |

### Wendestellen
| Tangens:   | {\displaystyle x=n\cdot \pi \,;\quad n\in \mathbb {Z} }                             |
| Kotangens: | {\displaystyle x=\left({\frac {1}{2}}+n\right)\cdot \pi \,;\quad n\in \mathbb {Z} } |

Sowohl die Tangensfunktion als auch die Kotangensfunktion haben Asymptoten, aber weder Sprungstellen noch Extrema.

## Wichtige Funktionswerte
| Tangens                                                         | Kotangens                                                      | Ausdruck                                                         | num. Wert  |
| --------------------------------------------------------------- | -------------------------------------------------------------- | ---------------------------------------------------------------- | ---------- |
| {\displaystyle \tan 0^{\circ }}                                 | {\displaystyle \cot 90^{\circ }}                               | {\displaystyle 0}                                                | 0          |
| {\displaystyle \tan 15^{\circ }}                                | {\displaystyle \cot 75^{\circ }}                               | {\displaystyle 2-{\sqrt {3}}}                                    | 0,2679491… |
| {\displaystyle \tan 18^{\circ }}                                | {\displaystyle \cot 72^{\circ }}                               | {\displaystyle {\sqrt {1-\textstyle {\frac {2}{5}}{\sqrt {5}}}}} | 0,3249196… |
| {\displaystyle \tan 22{,}5^{\circ }}                            | {\displaystyle \cot 67{,}5^{\circ }}                           | {\displaystyle {\sqrt {2}}-1}                                    | 0,4142135… |
| {\displaystyle \tan 30^{\circ }}                                | {\displaystyle \cot 60^{\circ }}                               | {\displaystyle 1/{\sqrt {3}}}                                    | 0,5773502… |
| {\displaystyle \tan 36^{\circ }}                                | {\displaystyle \cot 54^{\circ }}                               | {\displaystyle {\sqrt {5-2{\sqrt {5}}}}}                         | 0,7265425… |
| {\displaystyle \tan 45^{\circ }}                                | {\displaystyle \cot 45^{\circ }}                               | {\displaystyle 1}                                                | 1          |
| {\displaystyle \tan 60^{\circ }}                                | {\displaystyle \cot 30^{\circ }}                               | {\displaystyle {\sqrt {3}}}                                      | 1,7320508… |
| {\displaystyle \tan 67{,}5^{\circ }}                            | {\displaystyle \cot 22{,}5^{\circ }}                           | {\displaystyle {\sqrt {2}}+1}                                    | 2,4142135… |
| {\displaystyle \tan 75^{\circ }}                                | {\displaystyle \cot 15^{\circ }}                               | {\displaystyle 2+{\sqrt {3}}}                                    | 3,7320508… |
| {\displaystyle \lim _{\alpha \nearrow 90^{\circ }}\tan \alpha } | {\displaystyle \lim _{\alpha \searrow 0^{\circ }}\cot \alpha } | {\displaystyle +\infty \,}                                       | Polstelle  |

## Umkehrfunktionen
Durch passende Einschränkung der Definitionsbereiche erhält man folgende Bijektionen:
Tangens
{\displaystyle \tan \colon \left(-{\frac {\pi }{2}},\,{\frac {\pi }{2}}\right)\to \mathbb {R} }
Die Umkehrfunktion
{\displaystyle \arctan \colon \mathbb {R} \to \left(-{\frac {\pi }{2}},\,{\frac {\pi }{2}}\right)}
heißt Arkustangens und ist folglich ebenfalls bijektiv.
Kotangens
{\displaystyle \cot \colon ]0,\,\pi [\to \mathbb {R} }
Die Umkehrfunktion
{\displaystyle \operatorname {arccot} \colon \mathbb {R} \to ]0,\,\pi [}
heißt Arkuskotangens und ist folglich ebenfalls bijektiv.

## Asymptoten
Aus den einseitigen Grenzwerten
{\displaystyle \lim _{x\,\uparrow \,\pi /2}\tan x=+\infty }   und {\displaystyle \lim _{x\,\downarrow \,-\pi /2}\tan x=-\infty }
bzw.
{\displaystyle \lim _{x\downarrow 0}\cot x=+\infty }   und   {\displaystyle \lim _{x\uparrow \pi }\cot x=-\infty }
leiten sich die Grenzwerte
{\displaystyle \lim _{y\to +\infty }\arctan y={\tfrac {\pi }{2}}}   und {\displaystyle \lim _{y\to -\infty }\arctan y=-{\tfrac {\pi }{2}}}
bzw.
{\displaystyle \lim _{y\to +\infty }\operatorname {arccot} y=0}   und   {\displaystyle \lim _{y\to -\infty }\operatorname {arccot} y=\pi }
her. Somit kann man nach der Einschränkung auf die Intervalle {\displaystyle \left(-{\tfrac {\pi }{2}},{\tfrac {\pi }{2}}\right)}   bzw.   {\displaystyle (0,\pi )} die Definitionsbereiche wenigstens um die Endpunkte {\displaystyle -{\tfrac {\pi }{2}},\,{\tfrac {\pi }{2}}} bzw. {\displaystyle 0,\,\pi } der Intervalle wieder erweitern und unter Anpassung der Wertebereiche die beiden Funktionen stetig fortsetzen zu
{\displaystyle {\widetilde {\tan }}\colon \left[-{\tfrac {\pi }{2}},\,{\tfrac {\pi }{2}}\right]\to {\overline {\mathbb {R} }}}
bzw.
{\displaystyle {\widetilde {\cot }}\colon [0,\,\pi ]\to {\overline {\mathbb {R} }}}
mit {\displaystyle {\overline {\mathbb {R} }}:=\mathbb {R} \cup \{+\infty ,-\infty \}} als den erweiterten reellen Zahlen.
Die so erweiterten Funktionen sind ebenfalls stetig umkehrbar.

## Reihenentwicklung

Tangens für (im Bogenmaß)

### Tangens
Die Taylorreihe mit dem Entwicklungspunkt {\displaystyle x=0} (Maclaurinsche Reihe) lautet für {\displaystyle |x|<{\tfrac {\pi }{2}}\colon }
{\displaystyle {\begin{aligned}\tan x&=\sum _{n=1}^{\infty }{\frac {(-1)^{n-1}\cdot 2^{2n}\cdot \left(2^{2n}-1\right)\cdot B_{2n}}{(2n)!}}x^{2n-1}=\sum _{n=1}^{\infty }{\frac {2^{2n+1}}{\pi ^{2n}}}\cdot \lambda (2n)\cdot x^{2n-1}\\&=x+{\frac {1}{3}}x^{3}+{\frac {2}{15}}x^{5}+{\frac {17}{315}}x^{7}+{\frac {62}{2835}}x^{9}+{\frac {1382}{155925}}x^{11}+\dotsb \end{aligned}}}
Dabei sind mit {\displaystyle B_{n}} die Bernoulli-Zahlen und mit {\displaystyle \lambda (x)} die Dirichletsche Lambda-Funktion bezeichnet.
Aus der Reihendarstellung folgt für {\displaystyle 0<x<{\tfrac {\pi }{2}}}:
1. {\displaystyle \tan x>x} und
2. {\displaystyle {\frac {\tan x}{x}}} ist streng monoton steigend mit {\displaystyle \lim _{x\to 0}{\frac {\tan x}{x}}=1}.

Ersetzt man in der Reihendarstellung {\displaystyle x} durch {\displaystyle {\tfrac {1}{x}}}, ergibt sich für {\displaystyle x>{\tfrac {2}{\pi }}}:
{\displaystyle x\tan {\tfrac {1}{x}}} ist streng monoton fallend und {\displaystyle \lim _{x\to \infty }x\tan {\tfrac {1}{x}}=1}.

### Kotangens
Die Laurent-Reihe lautet für {\displaystyle 0<|x|<\pi }
{\displaystyle {\begin{aligned}\cot x&=\sum _{n=0}^{\infty }(-1)^{n}{\frac {2^{2n}B_{2n}}{(2n)!}}x^{2n-1}\\&={\frac {1}{x}}-{\frac {1}{3}}x-{\frac {1}{45}}x^{3}-{\frac {2}{945}}x^{5}-{\frac {1}{4725}}x^{7}-{\frac {2}{93555}}x^{9}-\dotsb \end{aligned}}}
Damit hat man für {\displaystyle {\frac {1}{x}}-\cot x} im Konvergenzbereich {\displaystyle -\pi <x<\pi } die Taylor-Reihe
{\displaystyle {\frac {1}{x}}-\cot x=-\mathrm {i} \,L(\mathrm {i} x)=\sum _{n=1}^{\infty }{\frac {2}{\pi ^{2n}}}\cdot \zeta (2n)\cdot x^{2n-1}},
wobei {\displaystyle L} die Langevin-Funktion bezeichnet. Die Partialbruchzerlegung des Kotangens lautet für {\displaystyle x\in \mathbb {C} \setminus \mathbb {Z} }
{\displaystyle {\begin{aligned}\pi \cot(\pi x)&={\frac {1}{x}}+\sum _{k=1}^{\infty }\left({\frac {1}{x+k}}+{\frac {1}{x-k}}\right)\\&={\frac {1}{x}}+\sum _{k=1}^{\infty }{\frac {2x}{x^{2}-k^{2}}}.\end{aligned}}}
Die Partialbruchzerlegung des Kotangens stammt von Leonhard Euler (§ 178 Introductio in analysin infinitorum, 1748) und wurde als eines seiner schönsten Resultate bezeichnet. Ein einfacher Beweis benutzt den Herglotz-Trick. Eine Folgerung aus der Formel ist die Ableitung der Werte der Riemannschen Zetafunktion an den geraden natürlichen Zahlen.

## Komplexes Argument
{\displaystyle \tan(x+\mathrm {i} \!\cdot \!y)={\frac {\sin(2x)}{\cos(2x)+\cosh(2y)}}+\mathrm {i} \;{\frac {\sinh(2y)}{\cos(2x)+\cosh(2y)}}}   mit {\displaystyle x,y\in \mathbb {R} }
{\displaystyle \cot(x+\mathrm {i} \!\cdot \!y)={\frac {-\sin(2x)}{\cos(2x)-\cosh(2y)}}+\mathrm {i} \;{\frac {\sinh(2y)}{\cos(2x)-\cosh(2y)}}}   mit {\displaystyle x,y\in \mathbb {R} }

## Darstellung des Sinus und Kosinus mithilfe des (Ko-)Tangens
Die Auflösung der Identitäten
{\displaystyle {\frac {1}{\sin ^{2}x}}=1+\cot ^{2}x}
{\displaystyle {\frac {1}{\cos ^{2}x}}=1+\tan ^{2}x}
nach {\displaystyle \sin x} bzw. {\displaystyle \cos x} ergibt bei Beschränkung auf den ersten Quadranten
{\displaystyle \sin x={\frac {1}{\sqrt {1+\cot ^{2}x}}}} für {\displaystyle 0<x\leq {\tfrac {\pi }{2}}},
{\displaystyle \cos x={\frac {1}{\sqrt {1+\tan ^{2}x}}}} für {\displaystyle 0\leq x<{\tfrac {\pi }{2}}}.
Die etwas komplizierteren Erweiterungen auf ganz {\displaystyle \mathbb {R} } lassen sich entweder kompakt als Grenzwert mit Hilfe der Floor-Funktion {\displaystyle x\mapsto \lfloor x\rfloor } oder elementarer mittels abschnittsweise definierter Funktionen darstellen:
{\displaystyle \sin x=\lim _{t\to x}{\frac {(-1)^{\left\lfloor {\frac {t}{\pi }}\right\rfloor }}{\sqrt {1+\cot ^{2}t}}}\;={\begin{cases}{\frac {1}{\sqrt {1+\cot ^{2}x}}},&{\text{wenn }}\exists k\in \mathbb {Z} \colon \;2k\pi <x<(2k+1)\pi \\{\frac {-1}{\sqrt {1+\cot ^{2}x}}},&{\text{wenn }}\exists k\in \mathbb {Z} \colon \;(2k-1)\pi <x<2k\pi \\0,&{\text{wenn }}\exists k\in \mathbb {Z} \colon \;x=k\pi \end{cases}}}
{\displaystyle \cos x=\lim _{t\to x}{\frac {(-1)^{\left\lfloor {\frac {t}{\pi }}+{\frac {1}{2}}\right\rfloor }}{\sqrt {1+\tan ^{2}t}}}={\begin{cases}{\frac {1}{\sqrt {1+\tan ^{2}x}}},&{\text{wenn }}\exists k\in \mathbb {Z} \colon \;(4k-1){\frac {\pi }{2}}<x<(4k+1){\frac {\pi }{2}}\\{\frac {-1}{\sqrt {1+\tan ^{2}x}}},&{\text{wenn }}\exists k\in \mathbb {Z} \colon \;(4k+1){\frac {\pi }{2}}<x<(4k+3){\frac {\pi }{2}}\\0,&{\text{wenn }}\exists k\in \mathbb {Z} \colon \;x=(2k+1){\frac {\pi }{2}}\end{cases}}}

## Rationale Parametrisierung
Der Tangens des halben Winkels kann dazu verwendet werden, verschiedene trigonometrische Funktionen durch rationale Ausdrücke zu beschreiben: Ist {\displaystyle t=\tan {\frac {\alpha }{2}}}, so ist
{\displaystyle \sin \alpha ={\frac {2t}{1+t^{2}}},\quad \cos \alpha ={\frac {1-t^{2}}{1+t^{2}}},\quad \tan \alpha ={\frac {2t}{1-t^{2}}}.}
Insbesondere ist
{\displaystyle \mathbb {R} \to \mathbb {R} ^{2},\quad t\mapsto \left({\frac {1-t^{2}}{1+t^{2}}},{\frac {2t}{1+t^{2}}}\right)}
eine Parametrisierung des Einheitskreises mit Ausnahme des Punktes {\displaystyle (-1,0)} (der dem Parameter {\displaystyle t=\infty } entspricht). Einem Parameterwert {\displaystyle t} entspricht dabei der zweite Schnittpunkt der Verbindungsgeraden von {\displaystyle (-1,0)} und {\displaystyle (1,2t)} mit dem Einheitskreis (s. a. Einheitskreis#Rationale Parametrisierung).

## Additionstheoreme
Die Additionstheoreme für Tangens und Kotangens lauten:
{\displaystyle \tan(x\pm y)={\frac {\tan x\pm \tan y}{1\mp \tan x\tan y}}\,,\qquad \cot(x\pm y)={\frac {\cot x\cot y\mp 1}{\cot y\pm \cot x}}.}
Aus den Additionstheoremen folgt insbesondere für doppelte Winkel:
{\displaystyle \tan(2x)={\frac {2\tan x}{1-\tan ^{2}x}}\,,\qquad \cot(2x)={\frac {\cot ^{2}x-1}{2\cot x}}.}

## Anwendung: Tangens und Steigungswinkel

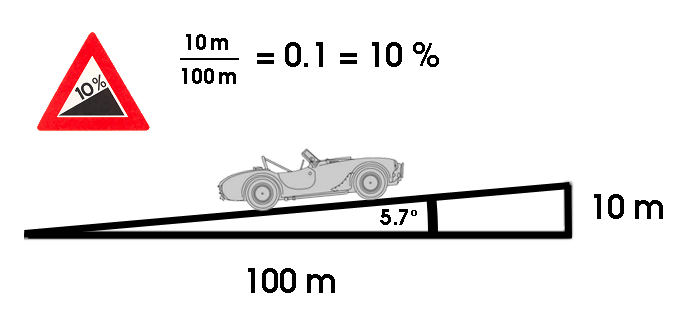
Beispiel für eine Steigung

Der Tangens liefert eine wichtige Kennzahl für lineare Funktionen: Jede lineare Funktion
{\displaystyle f\colon \mathbb {R} \to \mathbb {R} ,\;x\mapsto mx+c}
besitzt als Graphen eine Gerade. Der Tangens des (orientierten) Winkels {\displaystyle \alpha } zwischen der positiven {\displaystyle x}-Achse und der Geraden ist die Steigung {\displaystyle m} der Geraden, d. h. {\displaystyle m=\tan \,\alpha }. Dabei ist es egal, welche der beiden Halbgeraden man als zweiten Schenkel wählt.
Auch unter der Steigung einer Straße versteht man den Tangens des Steigungswinkels. Das Beispiel im Bild rechts zeigt eine Steigung von 10 % entsprechend einem Steigungswinkel von etwa 5,7° mit dem Tangens von 0,1.

## Anwendung in der Physik
Tangens und Kotangens können benutzt werden, um die zeitliche Abhängigkeit der Geschwindigkeit beim Wurf eines Körpers nach oben zu beschreiben, wenn für den Strömungswiderstand der Luft eine turbulente Strömung angesetzt wird (Newton-Reibung). Das Koordinatensystem werde so gelegt, dass die Ortsachse nach oben zeigt. Für die Geschwindigkeit gilt dann eine Differenzialgleichung der Form {\displaystyle {\dot {v}}=-g-kv^{2}} mit der Schwerebeschleunigung {\displaystyle g} und einer Konstanten {\displaystyle k>0}. Dann ergibt sich:
{\displaystyle v(t)=v_{g}\cdot \cot \left({\sqrt {gk}}t+c\right)\quad {\text{mit}}\quad c=\operatorname {arccot} {\frac {v(0)}{v_{g}}}>0},
wobei {\displaystyle v_{g}={\sqrt {\tfrac {g}{k}}}} die Grenzgeschwindigkeit ist, die beim Fall mit Luftwiderstand erreicht wird. Wegen der oben angegebenen engen Zusammenhänge zwischen Kotangens und Tangens kann man diese zeitliche Abhängigkeit auch genauso gut mit Hilfe des Tangens ausdrücken:
{\displaystyle v(t)=-v_{g}\cdot \tan \left({\sqrt {gk}}t-c'\right)\quad {\text{mit}}\quad c'=\arctan {\frac {v(0)}{v_{g}}}>0}
Diese Lösung gilt, bis der Körper den höchsten Punkt seiner Bahn erreicht hat (also wenn {\displaystyle v=0} ist, das heißt für {\displaystyle t={\tfrac {\pi /2-c}{\sqrt {gk}}}={\tfrac {c'}{\sqrt {gk}}}}), daran anschließend muss man den Tangens hyperbolicus verwenden, um den folgenden Fall mit Luftwiderstand zu beschreiben.

## Differentialgleichung
Der Tangens ist eine Lösung der Riccati-Gleichung
{\displaystyle w'=1+w^{2}}.
Faktorisiert man die rechte Seite, so erhält man
{\displaystyle w'=1+w^{2}=(w+\mathrm {i} )(w-\mathrm {i} )}
mit der imaginären Einheit {\displaystyle \mathrm {i} }. Der Tangens (als komplexe Funktion) hat die Ausnahmewerte {\displaystyle \mathrm {i} }, {\displaystyle -\mathrm {i} }: Diese Werte werden niemals angenommen, da die konstanten Funktionen {\displaystyle \mathrm {i} } und {\displaystyle -\mathrm {i} } Lösungen der Differentialgleichung sind und der Existenz- und Eindeutigkeitssatz ausschließt, dass zwei verschiedene Lösungen an derselben Stelle denselben Wert besitzen.